# Bennett Spur
Der Bennett Spur ist ein rund 800 m hoher Felssporn im westantarktischen Queen Elizabeth Land. Im Dufek-Massiv der Pensacola Mountains ragt er zwischen dem Gebirgskamm Wujek Ridge und dem Cox-Nunatak auf.
Das Advisory Committee on Antarctic Names benannte ihn 1979 nach David W. Bennett, der gemeinsam mit Robin D. Worcester im antarktischen Winter 1973 das erste Satellitenvermessungsteam des United States Geological Survey auf der Amundsen-Scott-Südpolstation bildete.